# 東川町キトウシ森林公園家族旅行村
東川町キトウシ森林公園家族旅行村（ひがしかわちょうキトウシしんりんこうえんかぞくりょこうむら）は、北海道上川郡東川町にある森林公園、森林レクリエーション施設。

## 概要
東川町の北側に位置しており、キトウシ山（岐登牛山、457 m）の斜面一帯に広がっている。園内には上川管内最長となるゴーカートや池などがあるほか、展望閣などの展望台からは東川から旭川市街までを一望することができ、好天時の南展望台からは大雪山系十勝岳連峰を見渡すことができる。また、アウトドア施設としてパークゴルフ場、スキー場、温泉、長期滞在可能な宿泊施設ケビンがあるほか、ゴルフ場「コート旭川カントリークラブ」が隣接している。『くらし楽しくフェスティバル』などのイベント会場になっている。積雪季にはスキー場 (キャンモアスキービレッジ) の全日本スキー連盟公認クロスカントリーコースとは異なる1周約1キロメートルの歩くスキーに適したクロスカントリーコースが園正面に開設される。

## 自然
キトウシ山は、かつてこの地が海底であったという痕跡のチャート、大雪山系の山々の火山活動によって噴出した火砕流や溶岩などが冷え固まった安山岩を確認することができ、複雑な生い立ちによって形成した山容であると考えられている。また、キトウシ森林公園の森では多くの草花や野生動物が確認されており、植物は数百種が生育しており、春にはエゾヤマザクラやシバザクラ、秋は落葉広葉樹が多いキトウシ山では紅葉が見頃となる。野生動物は北海道内に生息している主な哺乳類のほとんどがキトウシ山周辺で暮らし、アカゲラ、ヤマゲラ、ゴジュウカラ、コゲラ、エゾライチョウ、シマエナガ、トビなどは1年を通して観察することができる。昆虫はオニヤンマやエゾイトトンボ、オオルリボシヤンマなど、市街地ではなかなか見ることのできない種類のトンボを見ることができる。水辺ではニホンザリガニの生息が確認されている。このように、キトウシ山では1年を通して自然や動物と身近に触れ合うことができる里山になっている。

## 施設
情報センター
- 会議室
- 研修室（洋室、和室）

物産センター（キトウシ森林公園事務所）
- 売店
- 喫茶コーナー（11月下旬から3月まで休み）
- ギャラリー

ジャブジャブ池
ケビン
- A棟（平屋、定員8名）
- B棟（2階建、定員8名）
- C棟（2階建、定員8名）

ふるさと生活体験の家
- 6名利用から

キャンプ場
- 営業期間：4月下旬から10月中旬
- 芝生キャンプ場
- 林間キャンプ場

キトウシ高原ホテル
- 客室
  - 和室（7.5畳）
  - 和室（14畳）
  - 和室（18畳）
- 人工ラジウム温泉（トロン温泉）（日帰り入浴可）
- 宴会場
- 味処「きらら」
- 無料休憩所
- お土産ショップ

NPO法人大雪山自然学校
- 活動内容
  - 1. 環境保全活動 - 大雪山国立公園旭岳周辺での環境保全活動や外来生物防除、森づくり活動など
  - 2. 子供自然体験活動 - 小学生を対象に月に1回実施する自然体験プログラムや長期休暇中のキャンプなど
  - 3. 地域に根差した交流推進活動 - 大雪山をフィールドにしたエコツアーガイドやキトウシ森林公園での健康プログラム
  - 4. 人材育成活動 - 自然案内人の養成講座や大学実習・研修生・インターンシップの受け入れなど

森林体験研修センター
- 研修室（大、小）[8]
- 食育研修室[8]
- 多目的室[8]

ゴーカートコース・こども広場
- ゴーカート（1人乗、2人乗）

パークゴルフ場
- 日本パークゴルフ協会公認コース[9]
- 営業期間：4月下旬から11月中旬
- コース
  - カツラコース（A）
  - シラカバコース（B）
  - りんどうコース（C）
  - あやめコース（D）
  - サクラコース（E）

キャンモアスキービレッジ